# Aeroklub Krakowski
Aeroklub Krakowski – regionalny oddział Aeroklubu Polskiego utworzony 30 stycznia 1928 jako Akademicki Aeroklub Krakowski. Po wojnie reaktywowany 2 maja 1946 roku. Pełną odrębność uzyskał w 1956. Osobowość prawną posiada od 1989.

## Historia
Pomysłodawcą założenia klubu był porucznik pilot dr Tadeusz Halewski. Aeroklub powstał 30 stycznia 1928 roku przy udziale pracowników i studentów Akademii Górniczej oraz personelu 2. Pułku Lotniczego jako Akademicki Aeroklub w Krakowie. W 1931 roku po reorganizacji zmieniono nazwę na Aeroklub Krakowski. 
W 1929 r.  stał się członkiem założycielem Związku Polskich Aeroklubów Akademickich. Do zespołowych osiągnięć aeroklubu należała organizacja I (1931) i II (1933) Kongresu Lotnictwa Sportowego oraz licznych zawodów. Indywidualnie, członkowie aeroklubu odnosili sukcesy w zawodach (Jerzy Bajan i Gustaw Pokrzywka w Challenge 1934), konstruowali samoloty (Mieczysław i Stanisław Działowski – maszyny DKD-III i DKD-IV, Józef Sido – Sido S-1), oprócz lotnictwa uprawiali także szybownictwo, baloniarstwo i modelarstwo lotnicze. Aeroklub Krakowski od 1929 r. jest organizatorem najstarszych zawodów lotniczych w Polsce - Lotu Południowo-Zachodniej Polski im. Franciszka Żwirki.
Po II wojnie światowej wznowił działalność 2 maja 1946 roku. Wcześniej, bo od kwietnia 1945 roku istniała Sekcja Lotnicza studentów Akademii Górniczej, która działała w Balicach i Bodzowie. W Bodzowie została reaktywowana sekcja szybowcowa. 
Aeroklub w 1949 roku przejął od Ligi Lotniczej lotnisko w Pasterniku. Od 1952 bazą Aeroklubu jest lotnisko w Krakowie-Pobiedniku Wielkim, które przed wojną pełniło funkcję lotniska polowego 2 Pułku Lotniczego.  Aeroklub jest właścicielem hipotecznym 150 hektarów lotniska. W 1970 roku Aeroklub przeprowadził remont płyty lotniska i meliorację terenu.
Z okazji 80–lecia Aeroklubu ówczesny prezes Miroslaw Dura ufundował kapliczkę z figurką Matki Bożej Loretańskiej, która została poświęcona 14 września 2008 roku przez kardynała Stanisława Dziwisza.
W 2023 roku Aeroklub liczył ok. 350 członków zrzeszonych w 3 sekcjach: samolotowej, szybowcowej i modelarskiej. 

## Prezesi
- Tadeusz Halewski (1928)[6]
- major pil. Zenon Romanowski (od lipca 1930)[7]
- Marian Ocetkiewicz (1939)[8]
- inż. Eugeniusz Tor (1946–?)[6]
- Jan Antoniszczak[9]
- Roman Jaworowski
- Jan Bryniarski[10]
- Miroslaw Dura[11]
- Jacek Turczyński (2014–2017)[12][13]
- Janusz Nowak[12]
- dr inż. Marek Długosz[14]
- Krzysztof-Orsicz Kopta (2021)[15]
- Robert Zarański (2021–2024)[15]
- Adrian Król (2024–2027)[16]

## Nagrody i odznaczenia
- 2018: Złota Odznaka „Za pracę społeczną dla miasta Krakowa”[1]
- 2007: FAI Dipome d'Honneur od FAI za długoletnią działalność i osiągnięcia sportowe[1][17]